# KF Shënkolli
KF Shënkolliis een Albanese voetbalclub uit Shënkoll in het district Lezhë.

## Geschiedenis
De club werd in 2011 opgericht en promoveerde in vier seizoenen naar de Kategoria e Parë. Daarin speelt het in het Kastriotistadion in Krujë. In het seizoen van 2023/24 nam de club deel op het derde niveau, hier werd de ploeg echter uitgesloten van deelname na een geweldsincident tegen KF Murlani. Hierdoor kwam de club in 2024/25 noodgedwongen uit in de Kategoria e Tretë, het laagste niveau van Albanië.
Groep A (noord): Arnisa · Bulqiza · Eagle · Kinostudio · Klosi · Shënkolli · Përmeti · Prestige

Groep B (zuid): Albpetrol · Gramozi · Himara · Këlcyra · Osumi · Skrapari · Tepelena